# 陈暄 (南朝)
陈暄，义兴郡国山县（今江苏省宜兴市）人，南陈政治人物，陈庆之的小儿子。
他的学问没有师承，文才俊逸出众。尤其嗜酒，不拘节操，常出入王公贵族之门，沉湎于喧闹宴饮，行为放纵无度。他兄长的儿子陈秀常常担忧，写信给陈暄的友人何胥，希望能委婉劝谏。陈暄听说后，给陈秀回信以阮咸、阮籍、周伯仁、郑康成自况。让侄子快为自己造个酒池，要在那里终老。陈暄因落魄不羁，不被中正官品评，很久得不到升迁。南陈天康年间，徐陵任吏部尚书，精简人才，士大夫都向往依附。陈暄用玉帽簪插在发髻上，红丝布裹头，袍子拖到脚踝，靴子长至膝盖，不报官职乡里，径直走到徐陵座前。徐陵不认识他，命小吏把他拉下去。陈暄缓步而出，举止自若，毫无愧色。他还写信诽谤徐陵，让徐陵很困扰。
陈叔宝做太子时，召陈暄为学士；即位后，升他为通直散骑常侍。他和义阳王陈叔达、尚书孔范、度支尚书袁权、侍中王瑳、金紫光禄大夫陈褒、御史中丞沈瓘、散骑常侍王仪等人，常进入宫中陪侍游宴，被称为“狎客”。陈暄向来旷达，以俳优自居，文章诙谐荒诞，言语不加节制，后主虽亲近他却也轻慢他。一次，陈叔宝把陈暄倒挂在梁上，拿刀对着他，命他作诗赋，还限时完成。陈暄提笔就成，毫不在意，轻慢戏弄更甚。陈叔宝渐渐不能容忍，后来用艾草编了顶帽子，戴在他头上，点火烧他，火苗烧到头发时，陈暄哭着求饶，哭声传到宫外，后主仍不释放。恰逢卫尉卿柳庄在座，立刻起身拨开火焰，跪拜谢罪说：“陈暄无罪，臣怕陛下有戏弄人的过失，擅自赦免了他。仓促间犯的错，臣愿受罚。” 后主一向敬重柳庄，怒气稍解，下令把陈暄带出去，让柳庄就座。几天后，陈暄因惊吓心悸而死。